# Liste der Nummer-eins-Hits in den Hot 100 Airplay (1987)
Diese Liste enthält alle Nummer-eins-Hits in den Hot 100 Airplay Charts im Jahr 1987. Es handelt sich hierbei um die Charts mit den von den Radiostationen in den USA am häufigsten gespielten Musiktiteln, die vom US-amerikanischen Magazin Billboard veröffentlicht wurden. In diesem Jahr gab es 29 Spitzenreiter.
| Singles |
| --- |
| - The Bangles – Walk Like an Egyptian - 4 Wochen (20. Dezember 1986 – 16. Januar 1987) - Gregory Abbott – Shake You Down - 1 Woche (17. Januar – 23. Januar) - Billy Vera & The Beaters – At This Moment - 1 Woche (24. Januar – 30. Januar) - Madonna – Open Your Heart - 2 Wochen (31. Januar – 13. Februar) - Bon Jovi – Livin’ on a Prayer - 4 Wochen (14. Februar – 13. März) - Huey Lewis & The News – Jacob’s Ladder - 1 Woche (14. März – 20. März) - Club Nouveau – Lean on Me - 2 Wochen (21. März – 3. April) - Starship – Nothing’s Gonna Stop Us Now - 3 Wochen (4. April – 24. April) - Aretha Franklin & George Michael – I Knew You Were Waiting (For Me) - 1 Woche (25. April – 1. Mai) - Cutting Crew – (I Just) Died in Your Arms - 2 Wochen (2. Mai – 15. Mai) - U2 – With or Without You - 3 Wochen (16. Mai – 5. Juni) - Kim Wilde – You Keep Me Hangin’ On - 1 Woche (6. Juni – 12. Juni) - Atlantic Starr – Always - 1 Woche (13. Juni – 19. Juni) - Lisa Lisa & Cult Jam – Head to Toe - 1 Woche (20. Juni – 26. Juni) - Whitney Houston – I Wanna Dance with Somebody (Who Loves Me) - 3 Wochen (27. Juni – 17. Juli) - Wes – Alane - 2 Wochen (18. Juli – 31. Juli) - Bob Seger – Shakedown - 1 Woche (1. August – 7. August) - U2 – I Still Haven’t Found What I'm Looking For - 1 Woche (8. August – 14. August) - Madonna – Who’s That Girl - 2 Wochen (15. August – 28. August) - Los Lobos – La Bamba - 3 Wochen (29. August – 18. September) - Michael Jackson & Siedah Garrett – I Just Can’t Stop Loving You - 1 Woche (19. September – 25. September) - Whitney Houston – Didn’t We Almost Have It All - 1 Woche (26. September – 2. Oktober) - Whitesnake – Here I Go Again '87 - 1 Woche (3. Oktober – 9. Oktober) - Lisa Lisa & Cult Jam – Lost in Emotion - 1 Woche (10. Oktober – 16. Oktober) - Michael Jackson – Bad - 2 Wochen (17. Oktober – 30. Oktober) - Tiffany – I Think We’re Alone Now - 2 Wochen (31. Oktober – 13. November) - Bill Medley & Jennifer Warnes – (I’ve Had) The Time of My Life - 2 Wochen (14. November – 27. November) - Belinda Carlisle – Heaven Is a Place on Earth - 1 Woche (28. November – 3. Dezember) - George Michael – Faith - 5 Wochen (4. Dezember 1987 – 8. Januar 1988) |